# La Pinadella
La Pinadella és una masia de Sant Joan les Fonts (Garrotxa) inclosa a l'Inventari del Patrimoni Arquitectònic de Catalunya.

## Descripció
És una masia que actualment és emprada com a casa de colònies. És de planta rectangular i té un gran teulat a dues aigües amb els vessants vers les façanes laterals. Disposa, a la façana oest, de baixos i dos pisos, i a l'est, de baixos i pis. Ha estat molt modificada però conserva, d'interessant, la façana oest, amb àmplies finestres de carreus molt ben escairats. Té adossada una masoveria. Tenia, al costat de l'era una menuda pallissa que ha estat totalment modificada.

## Història
Aquest mas va ser del directe domini dels senyors del castell de La Miana i dels senyors de Castellfollit, des de l'any 1206. Hereus d'aquesta casa foren: Joan (1566-1614); Rafaela (1593); Sebastià (1612); Jaume (1720-1772) i Joan (1825). Antigament hi havia dos masos a Pinadella, doncs Francesc Caula troba Na Rafaela Pinadella, vídua de Pere Pelegrí, que era senyora útil dels masos Pinadella de Mont i Pinadella de Vall, com també del mas Pla de Vallbona, de Begudà, i de la "batllia de sac" de dita parròquia, l'any 1593.